# Justynian I Wielki

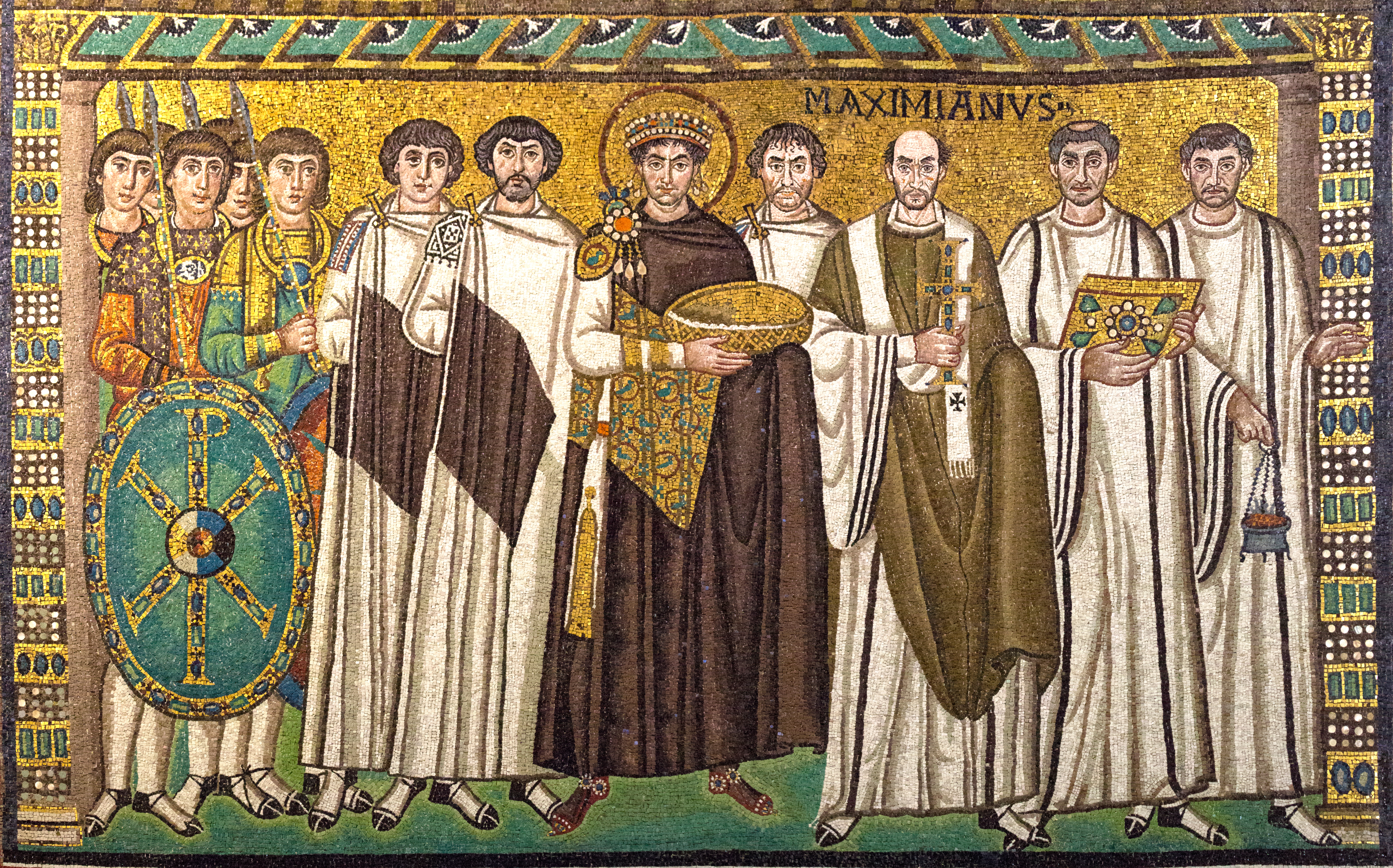
Justynian na mozaice w kościele San Vitale w Rawennie

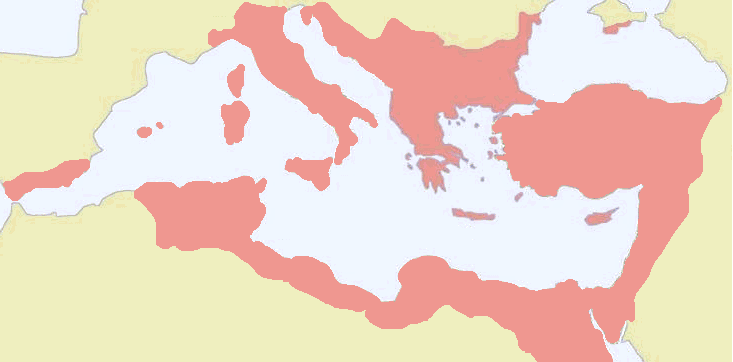
Granice Cesarstwa Bizantyńskiego w 550 r.

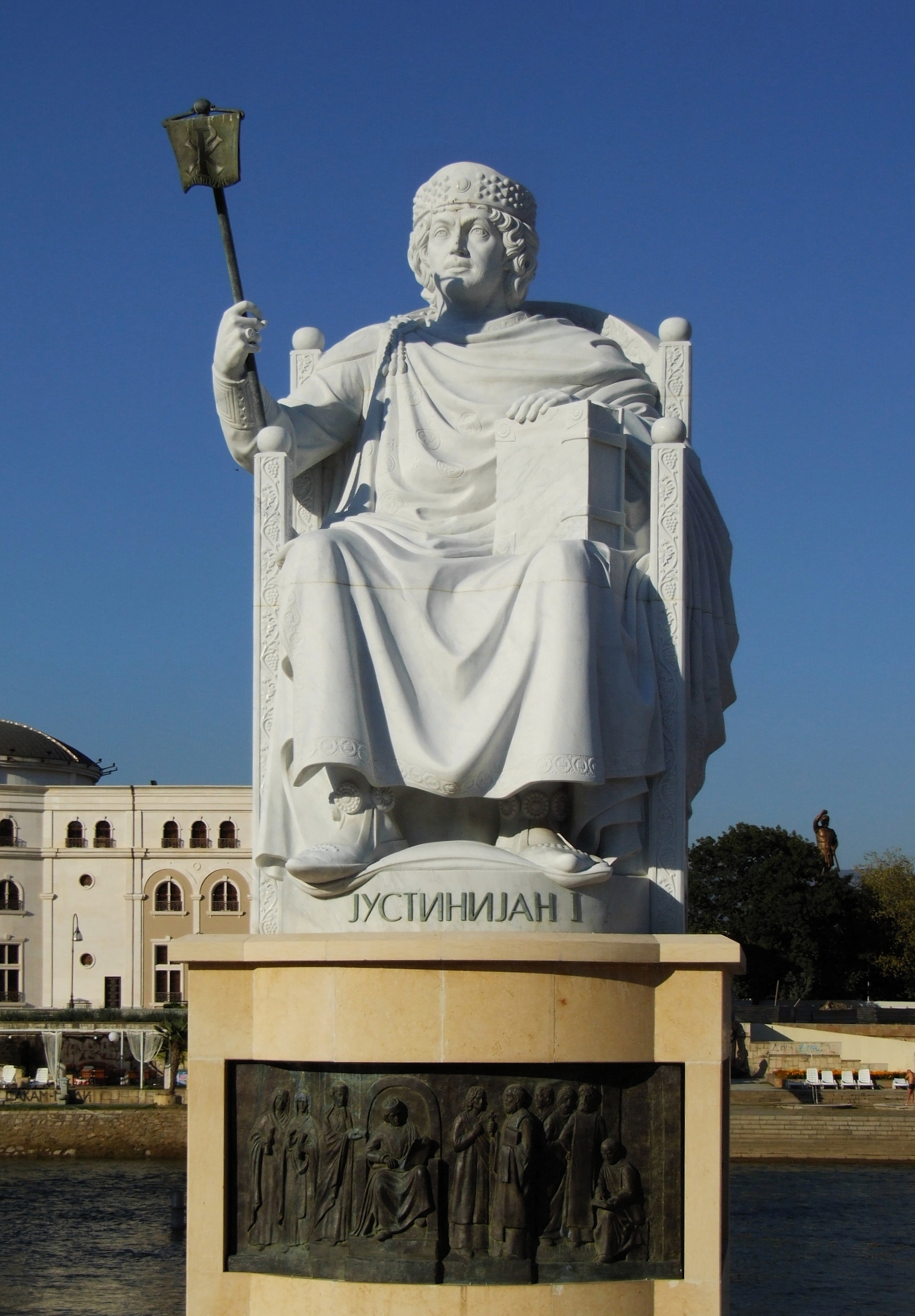
Pomnik Justyniana I w Skopje

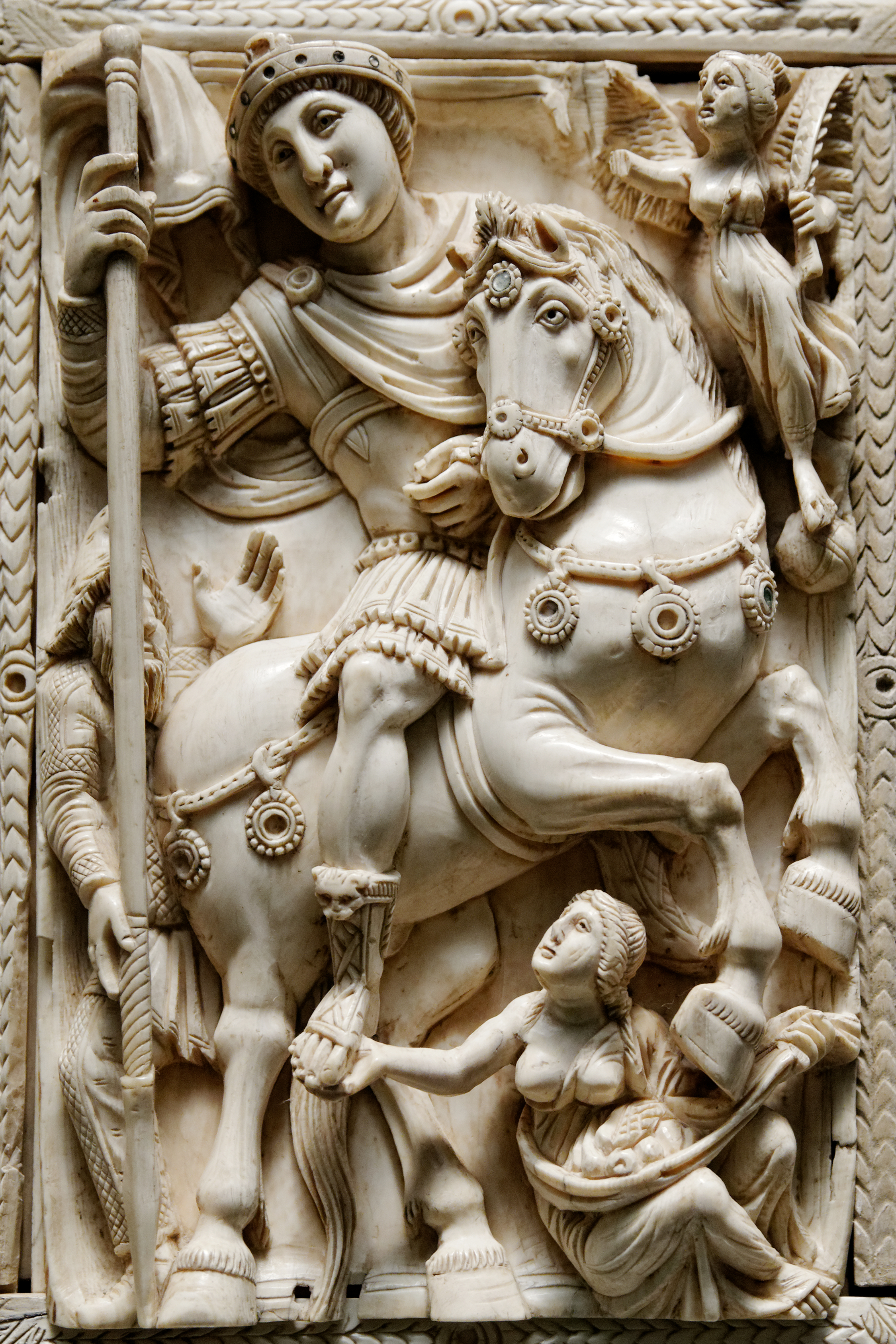
Justynian I Wielki (lub Anastazjusz) jako obrońca wiary – środkowa część dyptyku Barberini z kości słoniowej z początku VI w.

Justynian I Wielki, Iustinianus (właśc. Flavius Petrus Sabbatius Iustinianus, ur. 11 maja 483 w Tauresium, Prowincja Iliria, zm. 14 listopada 565 w Konstantynopolu) – cesarz bizantyński od 1 sierpnia 527 do 13 listopada 565 z dynastii justyniańskiej, święty Kościoła prawosławnego. Syn Wigilancji i tym samym siostrzeniec cesarza Justyna I. Za jego czasów Cesarstwo Bizantyńskie osiągnęło największą świetność w swych dziejach.

## Wczesna kariera
Zdolny, energiczny i dobrze wykształcony, zanim objął władzę, był oficerem konnej straży przybocznej cesarza, tzw. Scholae Palatinae. W 525 roku poślubił Teodorę. Został ogłoszony przez Justyna współcesarzem 1 kwietnia 527, a koronowany razem z Teodorą przez patriarchę w Hagia Sophia cztery dni później. Od 1 sierpnia, kiedy zmarł Justyn, Justynian był jedynym władcą Konstantynopola.

## Odzyskanie prowincji zachodnich
Po śmierci swojego wuja Justyna Justynian I postawił sobie ambitny cel odbudowania dawnego Cesarstwa Rzymskiego (Imperium Romanum) i jego potęgi. Prowadził więc wojny w Italii z Ostrogotami (534), w Azji z Persami i w Afryce z Wandalami (534). Wodzowie Belizariusz i Narses odzyskali Afrykę, Italię, Sardynię i Korsykę oraz południowo-wschodnią część Hiszpanii, jednak nie były to podboje trwałe. Ostatecznie zostały utracone na rzecz Arabów. Cesarstwo Bizantyńskie w okresie największego rozkwitu terytorialnego ok. 550 r. miało we władaniu część terenów byłego Cesarstwa Zachodniorzymskiego.

## Rządy i reformy
Justynian przyjął tytuł autokrator. Sprawował rządy silnej ręki. Przyczynił się do rozwoju kulturowego, klasyfikacji praw, podzielił prawo na cywilne i karne.
Czas panowania Justyniana przyniósł dla cesarstwa wiele pozytywnych zmian. Powołał komisję, złożoną z prawników i uczonych, której zadaniem było unowocześnienie i usystematyzowanie prawa rzymskiego. Na czele zespołu stanął prawnik Tribonianus. Najpierw komisja wydała Digesta – zbiór opinii wybitnych rzymskich prawników na temat konkretnych przypadków prawnych. Największą zasługą justyniańskiej komisji kodyfikacyjnej było spisanie „Kodeksu Justyniana” (Corpus iuris civilis, 528–534). Również jego słynna małżonka Teodora przyczyniła się do nadania kobietom w kodeksie wielu praw.
Wprowadzane reformy i wojny obciążały skarb państwa, dlatego Justynian podnosił podatki. 11 stycznia 532 mieszkańcy Konstantynopola, po odrzuceniu przez cesarza ich żądań dotyczących obniżenia podatków i zmniejszenia kosztów administracji, wzniecili powstanie zwane powstaniem „Nika” (od okrzyku „zwyciężaj” podczas walk cyrkowych). Justynian z trudem utrzymał władzę, w buncie, który został krwawo stłumiony przez jednego z jego wodzów, Belizariusza, zginęło ok. 30 tysięcy ludzi.

## Działalność w sferze religijnej
Justynian aktywnie zwalczał ostatnie pozostałości religii pogańskich, z jego rozkazu m.in. zamknięto wciąż działającą świątynię Izydy na egipskiej wyspie File. Cesarz wydał antypogańskie dekrety, w których pod groźbą konfiskaty mienia nakazano przyjęcie chrztu wszystkim obywatelom cesarstwa którzy dotychczas tego nie uczynili, a za prywatne nawet sprawowanie kultu dawnych bogów wprowadzono karę śmierci. W roku 529 na rozkaz Justyniana zamknięto Akademię Platońską. Skupieni w niej filozofowie uciekli do Persji, część z nich znalazła schronienie w Harranie.
Justynian wprowadził cezaropapizm, oznaczało to, że cesarz zwoływał synody i decydował o dogmatach. W roku 553 zwołał do Konstantynopola sobór, nie licząc się z opinią hierarchii Kościoła Zachodu. Na soborze zostały potępione poglądy Ibasa i Teodoreta z Cyru.

## Rozbudowa Konstantynopola i infrastruktury
Za panowania Justyniana I Wielkiego powstało wiele budowli użyteczności publicznej, a prestiżowym przedsięwzięciem było ufundowanie trzeciej bazyliki Hagia Sophia (Mądrości Bożej) w Konstantynopolu (dwie poprzednie uległy zniszczeniu). Władca budował świątynie nawet w dalekich prowincjach, np. Kościół San Vitale w Rawennie. Monumentalne budowle, akwedukty, drogi i mosty oraz łaźnie publiczne miały zapewnić Justynianowi propagandowy sukces wśród obywateli cesarstwa. Jednak kwitnące donosicielstwo, brak tolerancji religijnej (potajemne praktyki były karane śmiercią), ostra cenzura i próżność cesarza psuły ten wizerunek.

## Dżuma Justyniana
W roku 542 w Konstantynopolu wybuchła trwająca 4 miesiące epidemia dżumy, którą nazwano dżumą Justyniana. W czasie jej trwania w samej stolicy zmarło ponad 300 000 ludzi.